# Aeroportul Sambú
Aeroportul Sambú (IATA: SAX) este un aeroport din Provincia Darién, Panama ce deservește zona Sambú⁠(d).
Situat la o altitudine de 12 m, aeroportul dispune de o singură pistă.